# 吉田沙保里
吉田沙保里（日语：／ Yoshida Saori，1982年10月5日—），日本女子自由式摔跤运动员，2004年、2008年和2012年三届奥运会金牌获得者。她还是2012年伦敦奥运会日本代表团的旗手。
2013年9月19日，在2013年世界摔跤錦標賽55公斤級決賽中，吉田沙保里以5比0戰勝世界冠軍和歐洲冠軍、瑞典選手馬特松（Sofia Mattson）並獲得金牌。這同時也是她第11次獲得世界冠軍頭銜。
2016年8月19日，吉田沙保里在女子自由式摔跤53公斤決賽，出乎人意負於美國選手海伦·马洛里斯奪得銀牌。比賽結束之後，吉田沙保里當場哭成淚人。
2019年1月8日宣佈退役。同年4月起在日本電視台的晨間資訊節目《ZIP!》擔任固定班底。
2021年1月19日，吉田確診2019冠狀病毒病，僅輕微發燒。1月29日康復重回《ZIP!》節目。7月23日奧運開幕式中，與前柔道運動員野村忠宏手持火炬進入國立競技場。

## 演出作品

### 電視劇
- 掟上今日子的備忘錄（2015年11月14日、日本電視台） - 飾演巡邏警察官（第6話）

## 外部連結
- 吉田沙保里的X（前Twitter）
- 吉田沙保里的Instagram帳戶